# Ben Buunk
Gerrit Bertus « Ben » Buunk (né à Boxtel le 4 décembre 1917 et mort le 4 avril 1945 à Hattem) est un résistant néerlandais de la Seconde Guerre mondiale fusillé par les Allemands. Radiotélégraphiste, il entretenait des contacts entre la résistance, le bureau de renseignements et le gouvernement néerlandais en exil à Londres. Parachuté dans la nuit du 5 au 6 juillet 1944, dans les environs d’Utrecht, il est arrêté le 10 février 1945 par le service de sécurité allemand et fusillé le 4 avril 1945 à Hattem.

## Biographie
Le père de Gerrit Bertus « Ben » Buunk, Bernardus Buunk, était employé des chemins de fer à Neeltje Hoogakker. Lui et sa femme déménagèrent de Boxtel à Dordrecht lorsqu’il avait un an. Ben grandit et fit sa scolarité à Dordrecht. Le 19 mars 1942, il épousa Cornelia Lips et s’établit à Achtmaal. Un fils est né de cette union. En 1936, Ben Buunk fut appelé pour remplir ses devoirs militaires dans le 3e régiment de l’artillerie de campagne à Breda. Il obtint le titre de maréchal des logis, puis fut affecté en 1940 au service de la frontière à Ootmarsum et Wernhout.

### Voyage à Londres
Au début du mois d’août 1943, aidé par la Witte Brigade, il partit pour l’Angleterre avec un ami d’enfance, en passant par la Belgique, la France et passa les Pyrénées pour arriver en Espagne, où il fut arrêté par la garde civile (sous le régime franquiste) et emprisonné dans la province de Burgos, lieu de détention pour les étrangers indésirables. À sa libération, il se rendit à Madrid, où il obtint un visa espagnol, le 8 novembre, grâce au consulat néerlandais. Le 5 décembre, à force d'avoir insisté, le Service des Renseignements de Londres lui proposa finalement de le former comme agent secret. Il partit pour le Portugal et arriva à Lisbonne le 22 janvier 1944. Grâce à son camarade, qui avait été employé à KLM, il put trouver un vol pour Londres et mit le pied en Angleterre le 28 janvier 1944.

### Sélection et formation
Il fut intégré au groupe Engelandvaarders et fut transféré par le service de sécurité MI-5 à la Royal Victoria Patriotic School. Il séjourna à Oranje Haven, Hyde Park Place 23, London WI, et fut promu le 13 mars 1944 comme agent-aspirant au bureau de renseignements, collaborant avec les services de renseignements extérieurs du Royaume-Uni (Secret Intelligence Service (SIS)), connus aussi sous le nom de MI6. Il signa un contrat comme maréchal des logis réengagé. Le 20 mars il fut reçu en audience par la Reine Wilhelmina et reçut la croix de service (Kruis van Verdienste). Sa formation terminée, il fut admis à la Maison Anna (Huize Anna), au collège Dullwich. Le 1er juillet 1944, il réussit son examen de radio-télégraphiste-codeur et reçut ses noms de code « Henk » et « Fopkonijn ». Le 4 juillet 1944, à la veille de son parachutage, il fut reçu une deuxième fois par la Reine Wilhelmina.

### Mission
Ben Buunk était affecté au Service Radio du Conseil de la Résistance. Il avait la tâche d'apporter un appui aux Pays-Bas occupés selon les objectifs du Conseil de la Résistance (RVV), où il travailla en étroite collaboration avec l'agent Andreas Wilhelmus Maria Ausems (1904-1955). Ausems avaient voyagé à la fin de 1943 comme « messager » pour le RVV à Londres. Au 1er mars 1944, Ausems a été renvoyé par demande spéciale du gouvernement néerlandais à Londres en relation à la situation des Pays-Bas occupés. De Londres, Ausems devait coordonner les directives de la Résistance hollandaise. Sa tâche était de remettre aux chefs de la Résistance à Amsterdam ces lignes directrices, appelées les « Dix-neuf points de Gerbrandy » et les expliquer. En plus de cette tâche importante, Ausems était également un proche collaborateur de Jan Thijssen, employé au centre des opérations de la RVV, qui faisait partie de la BI Radio Service Zend Groupe. Il savait qu'il pourrait compter sur le soutien de Ben Buunk, vu de sa grande expérience en la matière.
La nuit du 5 au 6 juillet, Ben Buunk fut parachuté au-dessus de la province d'Utrecht avec son collègue G.F. Hooijer. Il se rendit au centre opérationnel de Doorn, puis à Rotterdam, au service de renseignements. Il s’occupait de données économiques et militaires dans le secteur du port, qu’il envoyait quotidiennement à Londres. Dès septembre 1944, son rayon d’action s’étendit dans toute la région sud-est et il fut nommé à l’État-Major de la Brigade RVV à Twente. Il résidait à Vroomshoop sous le nom de Frederik Hanendoes, ingénieur agricole.
En collaboration avec Bersteyn, il organisa la Mission Est et le Centre de renseignements Est, qui furent d’une grande utilité aux alliés. Il s'est également occupé à développer la collaboration entre les organisations sœurs dans la région Overijssel. En novembre 1944, il reçut, de surcroît, la responsabilité d’accompagner un détachement du Special Air Service (SAS), dont la mission échoua et dont le matériel fut confisqué par les Allemands. Il parvint néanmoins à les réorienter et à rétablir la situation.
Une série d’arrestations eut lieu entre novembre 1944 et mars 1945, l’une conduisant à l’autre. Le 10 février 1945, Ben Buunk, Oskam et Bergsteyn furent arrêtés à leur domicile de Vroomshoop et emprisonnés à Almelo. Leur hôte, Dr Oskam fut aussi arrêté pour avoir hébergé des agents du BI. À la mi-mars, Ben Buunk fut déféré à Zwolle. Le 5 avril 1945, avec cinq autres résistants, il fut fusillé à Hattem. Le 28 juillet, il fut enterré avec les honneurs militaires dans le cimetière de Zuylen, à Breda.

## Honneurs et récompenses
- Kruis van Verdienste, attribué par la reine Wilhelmine en 1941
- Bronzen Leeuw, posthume, attribué le 30 novembre 1948
- Penning Raad van Verzet